# 河野強
河野 強（かわの つよし、Tsuyoshi Kawano）は、日本の研究者、教育者。鳥取大学農学部教授。

## 略歴
- 1986年3月 - 東京大学農学部卒業
- 1988年3月 - 東京大学農学部、農学修士
- 1993年3月 - 東京大学農学部、博士（農学）[3]
- 1999年3月 - 2007年6月 鳥取大学農学部助教授
- 2007年7月 - 鳥取大学農学部教授[2]

## 所属学会
- 日本農芸化学会[2]
- 日本分子生物学会[2]
- 日本ペプチド学会[2]
- 日本線虫学会[2]